# Love the Way You Lie
"Love the Way You Lie" é uma canção do rapper Eminem, para o seu sétimo álbum de estúdio, Recovery. Conta com a participação da cantora barbadense Rihanna. Foi confirmado como segundo single oficial pela MTV, sendo que na semana anterior à notícia, a canção alcançou o topo da Billboard Digital Songs devido às 338 mil descargas digitais compradas, e na mesma semana que coincidiu com o lançamento do disco esteve no topo das vendas da loja on-line, iTunes. O seu lançamento ocorreu em 9 de Agosto de 2010 no Reino Unido e na restante Europa, 17 do mesmo mês nos Estados Unidos e três dias depois na Alemanha. Foi escrita por M. Mathers, A. Grant, H. Hafferman e produzida por Alex da Kid. É composta num ritmo de balada, com género de hip-hop. A música fala sobre as consequências e a passagem por uma relação de círculo de violência, que se pode misturar em várias vertentes, como o amor e ódio súbitos. Esse single vendeu mais de 9,3 milhões downloads e esteve entre os dez mais vendidos de 2010, de acordo com o ranking da IFPI.
Críticos contemporâneos atribuíram opiniões positivas à canção, com a maioria deles expectantes pelo resultado da colaboração entre os dois artistas. Desde então, alcançou a primeira posição na Billboard Hot 100, Canadian Hot 100, ARIA Singles Chart, New Zealand Top 40 e Denmark Singles Top 40. Obteve a segunda posição na Noruega e no Reino Unido. No vídeo musical, existe uma troca de cenários, entre um lado violento e um lado apaixonado de uma relação, fazendo jus à canção que fala sobre as quebras e motivações de um círculo de violência doméstica.
Foi certificado com cinco discos de platina pela ARIA, e duas vezes platina pela RIANZ Foi interpretada pela primeira vez ao vivo no festival T in the Park, na Escócia.

## Faixas e outras versões
O CD single da música é composto por duas faixas, a primeira trata-se da versão de álbum de "Love the Way You Lie" e a segunda é uma versão ao vivo do primeiro single de Recovery, "Not Afraid". A canção recebeu outras versões por outros artistas, como foi o exemplo de Taylor Momsen da banda The Pretty Reckless em Agosto de 2010 para a rádio BBC Radio 1, no festival Live Lounge, misturada com "Islands" por The XX. Cher Lloyd do programa britânico The X Factor interpretou-a na final da sétima temporada.
| CD single      |                                          |                                                                   |         |  |
| N.º            | Título                                   | Compositor(es)                                                    | Duração |  |
| 1.             | "Love the Way You Lie" (versão do álbum) | M. Mathers, A. Grant, H. Hafferman                                | 4:23    |  |
| 2.             | "Not Afraid" (ao vivo no T in the Park)  | M. Mathers, M. Samuels, L. Resto, J. Evans, M. Burnett, M. McFahn | 6:54    |  |
| Duração total: | Duração total:                           | Duração total:                                                    | 10:77   |  |

## Conceção
Alex da Kid, o produtor da faixa, revelou que tinha sido gravada em dois dias com Eminem, e que o rapper já tinha em mente convidar Rihanna como vocalista convidada. Eminem comentou, "[A canção] Eu fiz com a Rihanna, é uma daquelas faixas em que eu senti que só ela poderia fazer funcionar, só ela a poderia fazer". A canção foi enviada para a editora da cantora pela equipa de Em, que concordou em fazer a parceria:
| “ | Eles falaram directamente connosco e disseram, 'Temos esta música e pensamos que a Rihanna seria perfeita para a cantar'. E, claro, que foi do tipo, 'OK, se eu gostar, definitivamente a gravarei, porque adoro o Eminem'. Gostei bastante da faixa. É realmente bonita, destaca-se realmente. É única. Estou muito satisfeita por participar | ” |

A cantora também falou numa entrevista com a "Access Hollywood" sobre a sua colaboração com o rapper:
| “ | É do tipo, sabe, [Eminem e eu tivemos] ambos a mesma experiência, em diferentes lados, diferentes posições da questão. […] Foi indispensável para fazermos uma gravação como essa, mas foi também algo que precisava de ser feito, e a forma como ele foi muito inteligente | ” |

## Estilo musical e composição
"Love the Way You Lie" foi escrita por M. Mathers, A. Grant e H. Hafferman. A faixa foi construída em dueto, incluindo os versos de Rihanna no refrão e de Eminem nas partes introdutórias. A canção inicia com a artista a cantar o refrão em forma de melodia, que rapidamente se torna num beat de balada na transição para as palavras do rapper. A música é uma representação "bruta" do círculo abusivo de violência doméstica, tratando do exemplo de uma relação em que abusador e a vítima têm esperança que o agressor irá mudar, portanto, estão dispostos a suportar e tentar novamente. Durante a faixa, é perceptível que existe um círculo vicioso de violência, que desencadeia com a fase inicial de lua-de-mel e de conhecimento, e após o término da mesma, o agressor revela-se sinais de descontrolo e violência. A música é definida no tempo de assinatura comum com um metrónomo de 114 batidas por minuto. Composta na chave de sol menor com o alcance vocal que vai desde da nota baixa de Si bemol3, para a nota de alta de Ré5. A canção segue a progressão de acordes de Sol menor-Fá menor-Si menor-Mi menor nos versos e Dó menor-Ré menor no efeito de coro.
A letra da balada, trata de Rihanna a cantar e representar uma vítima feminina que sofre de violência doméstica, enquanto que Eminem encarna o individuo agressor da relação, descrevendo a maneira como se desenrola este tipo de relacionamentos abusivos. Os críticos apontaram o significado da letra às experiências passados dos dois artistas, provocando "intensidade" e "dor" a quem ouvir o som.

## Recepção da crítica
| Críticas profissionais | Críticas profissionais |
| Avaliações da crítica  | Avaliações da crítica  |
| Fonte                  | Avaliação              |
| ---------------------- | ---------------------- |
| About.com              | [ 18 ]                 |
| BBC Radio 1            | [ 19 ]                 |
| Billboard              | Positiva               |
| Digital Spy            | [ 21 ]                 |
| Unreality Shout        | [ 22 ]                 |

A canção recebeu uma recepção muito positiva dos críticos contemporâneos. Michael Menachem da revista Billboard atribuiu uma revisão positiva dizendo, "o refrão de Rihanna é estranhamente melódico e surpreendentemente esperançoso, complementando o tumulto de Em, escuro e introspectivo. O produtor Alex da Kid tem um dom para a integração da instrumentação clássica, cimentando aqui a história com uma mancha, um soco midtempo repercussivo que mostra os dois actores em plano de igualdade." Nick Levine da Digital Spy atribui quatro estrelas de cinco à música, considerando que a faixa faz parte do conceito de "recuperação de Eminem pela relação disfuncional com a ex-mulher, bem visível em todo o álbum, começando pelo nome, Recovery". A BBC Radio 1 também avaliou com quatro de cinco estrelas, dizendo que "não é uma letra autobiográfica […] É um dos voos de fantasia de Eminem, ainda que numa situação muito real. Claramente, compreende a psicologia também, e pode expressar os sentimentos, com enorme clareza. Rihanna desempenha um papel importante".
Bill Lamb da About.com atribui as estrelas máximas, cinco, afirmando que "poucos artistas podem verdadeiramente causar arrepios pela espinha acima quando se ouve as suas palavras, e Eminem tem esse dom. (…) Eminem, com uma assistência de Rihanna, prova mais uma vez porque é considerado um artista verdadeiramente lendária." Jayson Rodriguez da MTV concluiu que a canção era um "lamento" por parte dos artistas de "uma relação abusiva". O editor afirma ainda que ""Love the Way You Lie" é o mais próximo que Eminem tem que pode ser chamado de canção de amor na sua carreira, e, ironicamente, é realmente sobre um relacionamento violento." Rodriguez comentou que era crucial a participação de Rihanna no som, "equilibrando os versos carregados". Em crítica ao disco do rapper, Mike Schiller do PopMatters disse que era "como se Eminem estivesse tentando dizer-nos que pode, na verdade, separar a fantasia da realidade, e que a realidade pode ser muito feia." O Unreality Shout atribuiu cinco estrelas máximas, e referiu que "quando a música aprofunda a vida pessoal de algumas estrelas da música, encontra-se muitas vezes os mesmos a cantar na terceira pessoa. O resultado é uma versão muito ligeiramente emocionalmente distante do que poderia ser. (…) É uma coisa profunda, um requer uma enorme coragem para fazer algo como isso, e continuam a ser relevantes e credíveis."

## Vídeo musical

### Desenvolvimento
Joseph Kahn dirigiu o vídeo gravado a 20 de Julho em Los Angeles. Nesse mesmo dia, foi revelado exclusivamente pela E! que a atriz Megan Fox, que doou os honorários da participação para uma instituição de caridade, e o actor Dominic Monaghan iriam participar no enredo. A 22 de Julho de 2010 foram reveladas fotos das gravações, mostrando Rihanna em frente a uma casa a arder. A 24 de Julho de 2010, Kahn actualizou a sua página no Twitter dizendo, "And that's a wrap! Eminem/Rhianna (sic) premieres in a week!" Dois dias depois, a confirmação que os dois actores protogonizariam o vídeo veio através de fotos dos dois a beijarem-se numa espécie de esplanada. À MTV, Dominic Monaghan explicou o conceito do vídeo:
| “ | O conceito de "Love the Way You Lie" foi essencialmente que o público assistisse a uma relação amorosa como a que Eminem teve com a sua mulher, Kim, então senti um bocado que estava a encarná-lo, e a Megan Fox era como se fosse a Kim (…) É a história deles, de como se conheceram, de uma tumultosa relação amorosa, e de como terminou o seu amor. Ultimamente, o que tenho pensado que o rapper quer dizer na canção… é que ele deveria ter-se afastado um bocado mais cedo e não deixar as coisas chegaram àquele ponto | ” |

Dias depois, findas as gravações do vídeo musical Eminem falou sobre a experiência de trabalhar com o director, a cantora Rihanna e os actores Dominic e Megan:
| “ | [O Director] Joseph [Kahn] e eu trabalhamos em colaboração para ter a certeza que fazíamos tudo isto de forma correcta. Tentar fazer este assunto difícil funcionar visualmente é um desafio. Foi muito bom ter a Rihanna, Megan e o Dominic a bordo disto. Eles fizeram o seu melhor e fizeram com que o vídeo seja super-poderoso. | ” |

### Sinopse

Eminem e Rihanna a observarem a casa em chamas na penúltima cena do vídeo, habitação caracterizada pelas consequências de uma relação abusiva.

O vídeo musical tem mais de quatro minutos, e conta a história de dois amantes, interpretados por Megan Fox e Dominic Monaghan, cuja paixão se torna violenta, e a sua relação oscila entre o êxtase e a agonia. Começa com Rihanna a cantar em frente a uma casa em chamas, seguindo-se de cenas em que Megan Fox está sentada numa sala com uma chama nas palmas das mãos. Depois, Eminem começa a recitar os seus versos num longo campo. As transições são feitas em torno de dois amantes, seguindo-se a cena em que Fox e Dominic Monaghan estão deitados na cama a dormir. A jovem acorda primeiro, e depois vê o nome "Cindy" escrito na mão do namorado e um número de telefone abaixo. Com raiva, a actriz acorda e consequentemente o actor também, e as cenas de violência e de fazer amor entrelaçam-se, entre ameaças de abandono e juras de amor, mostrando os extremos que a sua relação amorosa toma.
O segundo verso, começa com um flash-back de como o casal se conheceu: num bar. A atracção foi instantânea, e segue-se de uma uma cena em que Dominic rouba uma garrafa de vodka de uma loja de conveniência. As transacções do vídeo são feitas entre memória do casal na época em que juravam amor eterno, e entre as cenas de violência que protagonizavam ao longo da agitada relação. Um dos exemplos, quando Monaghan atinge um homem na cabeça devido ao estar a conversar com Fox numa mesa de snooker, em transição com uma cena que mostra os dois amantes no chão do quarto a trocar carinhos.
No final do segundo verso, Eminem junta Rihanna, actuando em frente da casa em chamas. Com o avançar do vídeo, assiste-se a mais cenas de guerra entre o casal, nomeadamente percorrendo a casa, depois de terem estado a olhar intensamente. O membro masculino da relação, começa a tirar coisas ao chão e tenta novamente agredir a companheira, o que resulta no deflagrar de chamas em toda a casa. A chama eventualmente abrange Fox, Monaghan e Eminem em três instâncias distintas. Na última cena, o rapper e a cantora assistem atentamente ao arder da habitação, enquanto que depois regressa-se à primeira cena em que os dois namorados estão a dormir serenamente.

### Lançamento e recepção
Um dia após as gravações, foram colocadas na Internet algumas fotos das gravações, em que mostravam Rihanna e Eminem juntos, e depois apenas algumas da cantora a actuar sozinha em frente a uma casa a arder. Nos dias seguintes, foram reveladas mais fotografias, inclusive dos dois actores que protagonizaram o vídeo, e a data marcada para a revelação oficial foi marcada para a última semana de Julho, o que acabou por não acontecer. A estreia ocorreu exclusivamente na MTV e no Vevo a 5 de Agosto de 2010, sendo que umas horas antes foi publicado pelo sítio Rap Radar uma previsão de dezasseis segundos do vídeo musical. Essa pequena visualização demonstra as cenas de Eminem no campo, e o casal a dormir enquanto que Fox acorda, furiosa após descobrir o nome de outra mulher e o seu contacto escritos na mão do namorado. O vídeo musical foi considerado um "fenómeno on-line", ganhando mais de 15 milhões de visitas em dois dias, obtendo o título de "Best 60 Hour Gainer Rate" na história do YouTube.
Rochell Thomas da estação MTV refere que o vídeo "alerta para o círculo vicioso dos casos de abuso doméstico". Realçando ainda, bem como parte de toda a média, o facto de estarem presentes experiências passadas de Eminem e Rihanna em relação a casos abusivos. Stephanie Nilva, directora executiva do centro de reabilitação de abusos sexuais traumáticos Day One, disse ao canal que o mais importante "era o tópico de aviso aos casais mais jovens que é onde decorrer grande parte destes casos de violência". Nilva ainda explicou que a mensagem estava bem construída, "lembrando que ninguém quer um relacionamento como o deles". Whitney Pastorek da Entertainment Weekly afirmou que o vídeo era "um óptimo tópico de discussão e bastante poderoso", chegando à conclusão que a moral da história é, claramente, "que roubar vodka é errado. Mas será que é errado assumir a responsabilidade pela sua dramatização da violência doméstica? E sabendo tudo o que sabemos sobre a vida pessoal Rihanna (e Eminem), é essa colisão da realidade e clareza do mundo da fama ou apenas estranho?" No sítio oficial da revista Rap-Up, foi colocado uma revisão do projecto, dizendo que "a arte imita a realidade", referindo ainda, novamente, os casos anteriores de violência doméstica de Eminem e Rihanna e que neste trabalho colaborativo "tentam de alguma forma, combater esses traumas das relações agitadas que viveram". Mariel Concepcion do tablóide norte-americano Billboard referiu que as imagens alertam para "o perigo deste tipo de relações" e que o teledisco "enfatiza os danos de um relacionamento abusivo e, indiretamente, transmite a mensagem de que é melhor sair antes que seja tarde demais". Jozen Cummings do The Wall Street Journal apreciou a maneira como foi transmitido "os traumas dos dois artistas através de outras personagens" e que a ideia "ficou bem clara". No entanto, também surgiram opiniões mistas e/ou negativas, como a de Zoe Chace do NPR, referiu que o vídeo está bastante bem produzido, mas que não gosta "de ver Rihanna "sustentando" Eminem desta maneira", afirmando que gosta da cantora e tem "saudades da era de "Umbrella" em que a participação de Jay-Z foi mais enriquecedora".

## Sequela
Eminem e Rihanna gravaram a sequela para "Love the Way You Lie", desta vez com a cantora como vocalista principal, mostrando o conceito da música numa perspectiva feminina. Rihanna disse numa entrevista para a MTV que inicialmente era "totalmente contra" a produção da sequela, pois "sentia que a original não podia ser batida". Contudo, mais tarde a cantora concordou em gravar "Love the Way You Lie (Part II)" para vigorar no seu quinto álbum de originais, Loud, e disse na mesma entrevista que esta segunda parte é mais "despojada" que a original com os cantores simplesmente acompanhados pelo piano e tambores. Uma versão em piano, excluindo os versos de Eminem é faixa bónus do disco da artista na iTunes Store. Rihanna interpretou a canção ao vivo durante a cerimónia de 2010 dos American Music Awards, em conjunto com os seus singles, "Only Girl (In the World)" e "What's My Name?". Na semana de lançamento de Loud, a faixa estreou-se na 19ª posição da tabela musical Canadian Hot 100.

## Desempenho nas tabelas musicais

### Posições
| Tabelas musicais (2010)                     | Melhor posição |
| ------------------------------------------- | -------------- |
| Austrália - ARIA Charts                     | 1              |
| Áustria - Austria Singles Top 75            | 1              |
| Bélgica - Belgium Singles Top 50 (Flandres) | 1              |
| Bélgica - Belgium Singles Top 50 (Valônia)  | 1              |
| Canadá - Canadian Hot 100                   | 1              |
| Dinamarca - Denmark Singles Top 40          | 1              |
| Estados Unidos - Billboard Hot 100          | 1              |
| Estados Unidos - Billboard Digital Songs    | 1              |
| Estados Unidos - Billboard Pop Songs        | 1              |
| Estados Unidos - Billboard Radio Songs      | 1              |
| Irlanda - Ireland Singles Top 50            | 1              |
| Mundo - World Singles Top 40                | 1              |
| Noruega - Norway Singles Top 20             | 1              |
| Nova Zelândia - New Zealand Top 40          | 1              |
| Reino Unido - UK Singles Chart              | 2              |
| Reino Unido - UK R&B Chart                  | 1              |
| Suécia - Sverigetopplistan                  | 1              |
| Suíça - Media Control AG                    | 1              |

### Certificações
| País           | Certificador | Certificação | Vendas      |
| -------------- | ------------ | ------------ | ----------- |
| Austrália      | ARIA         | 14× Platina  | +980 000    |
| Nova Zelândia  | RIANZ        | 2× Platina   | +30 000     |
| Reino Unido    | BPI          | 5× Platina   | +3 000 000  |
| Estados Unidos | RIAA         | 13× Platina  | +13 000 000 |

## Histórico de lançamento
| País           | Data                 | Formato   | Editora discográfica |
| -------------- | -------------------- | --------- | -------------------- |
| Reino Unido    | 9 de Agosto de 2010  | CD single | Polydor              |
| União Europeia | 9 de Agosto de 2010  | CD single | Polydor              |
| Estados Unidos | 17 de Agosto de 2010 | CD single | Polydor              |
| Alemanha       | 20 de Agosto de 2010 | CD single | Interscope           |